# Bean (Kent)
Bean è un villaggio e parrocchia civile dell'Inghilterra, appartenente alla contea del Kent.